# Tony Jacquot
Pour les articles homonymes, voir Jacquot.
Antoine Ernest « Tony » Jacquot, né le 4 mai 1919 à Pessac en Gironde et mort le 3 février 2007 dans le 15e arrondissement de Paris est un acteur français.

## Biographie
Très actif au théâtre durant sa carrière, Tony Jacquot étudie notamment au Conservatoire national supérieur d'art dramatique de Paris où il est élève de Louis Jouvet, ville où il joue souvent à partir de 1938. Parmi ses pièces notables, mentionnons Les Précieuses ridicules de Molière (1949, avec Georges Chamarat et Roland Manuel, à la Comédie-Française dont il est pensionnaire entre 1946 et 1956), Roméo et Juliette de William Shakespeare (1952, avec André Falcon et Renée Faure, au Théâtre de l'Odéon), Hibernatus de Jean Bernard-Luc (1957, avec Jean Parédès et François Guérin, au Théâtre de l'Athénée), ou encore Les Fausses Confidences de Marivaux (1965, avec Jean Piat et Jacques Toja, au Théâtre de la Villa des Arènes à Nice).
Au cinéma, il contribue à neuf films français (ou en coproduction), depuis Entrée des artistes de Marc Allégret (1938, avec Claude Dauphin et Louis Jouvet) jusqu'à Une femme, un jour... de Léonard Keigel (1977, avec Caroline Cellier et Mélane Brevan). Entretemps, il apparaît dans La Fin du jour (1939, avec Louis Jouvet et Michel Simon) de Julien Duvivier, réalisateur qu'il retrouve pour Le Retour de don Camillo (1953, avec Fernandel et Gino Cervi), ainsi que dans Le Mouton à cinq pattes d'Henri Verneuil (1954, avec Fernandel et Édouard Delmont).
À la télévision française enfin, Tony Jacquot collabore à quatre téléfilms diffusés entre 1966 et 1981, et à six séries ou émissions de 1964 à 1981, dont Le Théâtre de la jeunesse (un épisode, 1966) et Au théâtre ce soir (un épisode, 1973).
Tony Jacquot à enseigné dans les conservatoires municipaux des XVe et XVIe arrondissements de Paris au conservatoire de Levallois-Perret et au conservatoire régional de Vincennes pendant plusieurs années.
Il est inhumé au cimetière parisien de Thiais (division 12).

## Théâtre (sélection)
(pièces jouées à Paris, sauf mention contraire)
- 1938 : Le Coup de Trafalgar de Roger Vitrac, mise en scène de Sylvain Itkine (Théâtre des Ambassadeurs) : rôle non spécifié
- 1939 : Les Jours heureux de Claude-André Puget, mise en scène de Jean Wall (Théâtre de Paris) : Bernard
- 1943 : Lorenzaccio d'Alfred de Musset (en tournée française) : un page
- 1943 : Am-stram-gram de (et mise en scène par) André Roussin (Théâtre de l'Athénée) : Blaise
- 1944 : Le Souper interrompu de Paul-Jean Toulet, mise en scène de Pierre Dux (Théâtre du Vieux-Colombier) : rôle non spécifié
- 1946 : Le Lever du soleil de François Porché et Madame Simone, mise en scène de cette dernière (Comédie-Française) : Monsieur
- 1947 : Chatterton d'Alfred de Vigny (Comédie-Française) : Lord Talbot
- 1948 : Un chapeau de paille d'Italie d'Eugène Labiche et Marc-Michel, mise en scène de Gaston Baty (Comédie-Française) : Bobin
- 1949 : Les Précieuses ridicules de Molière, mise en scène de Robert Manuel (Comédie-Française) : La Grange
- 1949 : Le Roi de Robert de Flers et Gaston Arman de Caillavet, mise en scène de Jacques Charon (Théâtre de l'Odéon) : Senin de Chamarande
- 1950 : Madame Quinze de (et mise en scène par) Jean Sarment (Théâtre de l'Odéon) : le duc d'Ayen
- 1950 : L'Arlésienne d'Alphonse Daudet, mise en scène de Julien Bertheau (Théâtre de l'Odéon) : un valet
- 1951 : Le Conte d'hiver de William Shakespeare, adaptation de Claude-André Puget, mise en scène de Julien Bertheau (Comédie-Française) : un valet
- 1951 : Donogoo de Jules Romain, mise en scène de Jean Meyer (Comédie-Française) : un stewart
- 1952 : L'Homme que j'ai tué de Maurice Rostand, mise en scène de Julien Bertheau (Comédie-Française) : Eitel
- 1952 : Le Bourgeois gentilhomme de Molière, mise en scène de Jean Meyer (Comédie-Française) : le maître-tailleur
- 1952 : Comme il vous plaira de William Shakespeare, adaptation de Jules Supervielle, mise en scène de Jacques Charon (Théâtre de l'Odéon) : le beau
- 1952 : Le Voyage de monsieur Perrichon d'Eugène Labiche et Édouard Martin, mise en scène de Jean Meyer (Théâtre de l'Odéon) : Armand
- 1952 : Hernani de Victor Hugo, mise en scène d'Henri Rollan (Comédie-Française) : Don Garci Suarez
- 1952 : Six personnages en quête d'auteur de Luigi Pirandello, adaptation de Benjamin Crémieux, mise en scène de Julien Bertheau (Théâtre de l'Odéon) : le fils
- 1952 : Roméo et Juliette de William Shakespeare, mise en scène de Julien Bertheau (Théâtre de l'Odéon) : Frère Jean
- 1953 : Les Fausses Confidences de Marivaux, mise en scène de Maurice Escande (Comédie-Française) : Arlequin
- 1953 : La Folle Journée, ou le Mariage de Figaro de Beaumarchais, mise en scène de Jean Meyer (Comédie-Française) : Pédrille
- 1957 : Hibernatus de Jean Bernard-Luc, mise en scène de Georges Vitaly (Théâtre de l'Athénée) : M. Amadour
- 1957 : La Mégère apprivoisée de William Shakespeare, adaptation de Jacques Audiberti, mise en scène de Georges Vitaly (Théâtre de l'Athénée) : Tranio
- 1958 : Don Juan, ou la Mort qui fait le trottoir d'Henry de Montherlant, mise en scène de Georges Vitaly (Théâtre de l'Athénée) : Don Basile
- 1958 : La Bonne Soupe de Félicien Marceau, mise en scène d'André Barsacq (Théâtre du Gymnase) : le famélique / le 3e client / Lecasse
- 1961 : Claude de Lyon d'Albert Husson, mise en scène de Julien Bertheau (Théâtre du Tertre) : Narcisse
- 1962 : Les Voix intérieures d'Eduardo de Filippo, adaptation de Denise Lemaresquier retitrée Zi'Nico, ou les Artificiers, mise en scène de Michel Fagadau (Théâtre de la Gaîté-Montparnasse) : Anielo Amitrano
- 1965 : Les Fausses Confidences de Marivaux, mise en scène de Jean Piat (Théâtre de la Villa des Arènes, Nice) : Pasquin
- 1969 : Savonarole, ou le Plaisir de Dieu seul de Michel Suffran, mise en scène de Jean-Pierre Laruy (Limoges, Centre théâtral du Limousin, puis reprise au Grand Théâtre en 1970) : Frère Roberto Ubaldini / Sebastiano Maggi (reprise)
- 2000 : Le Dindon de Georges Feydeau, mise en scène d'Anne Delbée (Théâtre 14) : rôle non spécifié

## Filmographie complète

### Cinéma
- 1938 : Entrée des artistes de Marc Allégret : un élève du Conservatoire
- 1938 : Altitude 3.200 de Jean Benoît-Lévy et Marie Epstein : Vincent
- 1939 : La Fin du jour de Julien Duvivier : Pierre « Pierrot » Andrieu
- 1942 : Croisières sidérales d'André Zwobada : le jeune marié
- 1953 : Le Retour de don Camillo (Il ritorno di don Camillo) de Julien Duvivier : Don Pietro
- 1954 : Les Révoltés de Lomanach de Richard Pottier : l'abbé
- 1954 : Le Mouton à cinq pattes d'Henri Verneuil : l'instituteur
- 1960 : L'Espace d'un matin de Sergio Gobbi : rôle non spécifié
- 1977 : Une femme, un jour... de Léonard Keigel : rôle non spécifié

### Télévision

#### Séries ou émissions
- 1964 : Les Aventures de monsieur Pickwick, mini-série de René Lucot, épisodes et rôle non spécifiés
- 1965 : Les Jeunes Années, série de Joseph Drimal, épisodes 15 et 19 : Mr Daumier, le professeur de théâtre
- 1966 : Le Théâtre de la jeunesse, émission de Claude Santelli, épisode Les Deux Nigauds de René Lucot : rôle non spécifié
- 1973 : Au théâtre ce soir - Jean-Baptiste le mal-aimé d’André Roussin, mise en scène Louis Ducreux, réalisation Georges Folgoas, Théâtre Marigny : Damis
- 1978 : Le Temps d'une République (émission), épisode Un hussard noir en pays blanc d'Alain Boudet : le notaire
- 1981 : Les Dossiers éclatés, émission de Pierre Dumayet et Pierre Desgraupes, épisode Le Jardin d'hiver d'Alain Boudet : Saint-Aulaire

#### Téléfilms
- 1966 : Marie Tudor d'Abel Gance et Jean Chérasse : Lord Talbot
- 1966 : La Morale de l'histoire de Claude Dagues : Jean-Pierre
- 1967 : Lucide Lucile de Jean-Paul Sassy : l'anglais
- 1981 : Un petit paradis de Michel Wyn : René Bergès